# 王度 (隋朝)
王度（584年?—621年?），隋末唐初太原祁人。
開皇初年國子博士王隆之子。王通之弟。生卒年不詳。大業初年为御史﹐大業八年（612年）兼著作郎，撰修國史。大業九年﹐出京擔任芮城令，持節河北道，開倉賑濟陝東饑民。後又任御史。入唐後不知所終。一說王度是《古鏡記》的作者。王度好阴阳家之言，颇多迷信。據載他曾修《隋史》，惜未成而卒。